# شاهزاده جورج، دوک کمبریج
شاهزاده جورج، دوک کمبریج (انگلیسی: Prince George, Duke of Cambridge؛ ۲۶ مارس ۱۸۱۹ – ۱۷ مارس ۱۹۰۴) نیروی نظامی اهل پادشاهی متحد بریتانیای کبیر و ایرلند بود. وی همچنین برندهٔ جوایزی همچون نشان بند جوراب شده‌است.